# Deutsche Kriegsgräberstätte Alt-Kairo

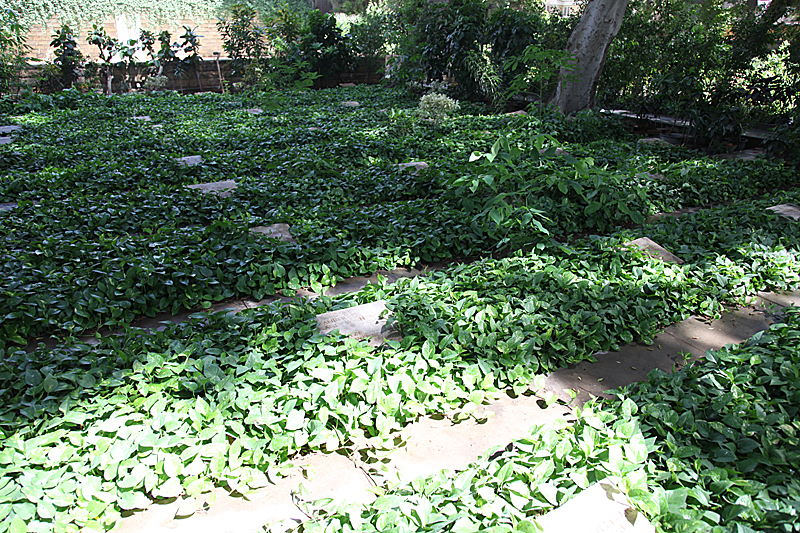
Ansicht der Kriegsgräberstätte

Die Deutsche Kriegsgräberstätte Alt-Kairo ist eine Kriegsgräberstätte in der ägyptischen Hauptstadt Kairo. Neben einem zivilen Friedhof mit 125 Grabstellen ruhen hier 176 gefallene Soldaten des Ersten Weltkrieges.

## Lage und Geschichte
Der von einer Natursteinmauer eingefasste, deutsche Friedhof befindet sich in einem Altstadtbezirk von Kairo neben dem Schweizer Friedhof. Das 3240 m² große Gelände wurde 1932 von der ägyptischen Regierung überlassen. 1953 wurden noch 27 Umbettungen aus Tel-el-Kebir auf dem Friedhof bestattet. Unterhalt und Pflege werden von der Deutschen Botschaft in Kairo koordiniert.